# Heliozela

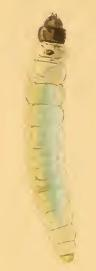
Gąsienica H. resplendella

Heliozela – rodzaj motyli z infrarzędu różnoskrzydłych i rodziny Heliozelidae.
Rodzaj ten opisany został w 1853 roku przez Gottlieba Herrich-Schäffera.
Motyle o twarzy i ciemieniu z jasnoszarymi łuskami. Obie pary skrzydeł ostro zakończone. Przednie skrzydła z dobrze rozwiniętą komórką środkową, bez żyłki radialnej r1 i ze zlanymi żyłkami r4 i r5. Tylne skrzydła bez komórki środkowej i z żyłką r1 połączoną z subkostalną. Narządy rozrodcze samców odznaczają się: winkulum dłuższym niż szerszym o wpukłym lub płaskim brzegu tylnym oraz przewodem wytryskowym uchodzącym z przodu mocno wydłużonego edeagusa.
Imagines latają w dzień. Gąsienice minują liście, po czym budują domek z blaski liściowej, w którym opadają na ziemię i tam się przepoczwarczają.
Rodzaj palearktyczny. W Europie występują 4 gatunki, z czego w Polsce 3: H. hammoniella, H. resplendella i H. sericella.
Należą tu m.in.:
- Heliozela anantia Meyrick, 1897
- Heliozela autogenes Meyrick, 1897
- Heliozela catoptrias Meyrick, 1897
- Heliozela crypsimetalla Meyrick, 1897
- Heliozela eucarpa Meyrick, 1897
- Heliozela hammoniella Sorhagen, 1885
- Heliozela isochroa Meyrick, 1897
- Heliozela lithargyrella (Zeller, 1850)
- Heliozela microphylla Meyrick, 1897
- Heliozela nephelitis Meyrick, 1897
- Heliozela prodela Meyrick, 1897
- Heliozela resplendella (Stainton, 1851)
- Heliozela rutilella (Walker, 1864)
- Heliozela sericiella (Haworth, 1828)
- Heliozela siderias Meyrick, 1897
- Heliozela trisphaera Meyrick, 1897